# Cal Xipreret
Cal Xipreret és una masia situada al carrer de la Mare de Déu de la Salut, al districte de Gràcia de Barcelona. Actualment, la finca és ocupada pel Club Tennis de La Salut.

## Descripció
Es tracta d'una construcció de planta basilical, amb un cos central de planta baixa i dos pisos i dos cossos laterals de menys alçada. La façana, coronada amb i rellotge de sol, té un portal central i altres obertures al costat.
La casa ha estat rehabitada i s'hi ha afegit una ala per a menjador.

## Història
El 1823, s'anunciava la venda al Diario de Barcelona, i el 1830 la va adquirir Manuel Duran i Comas. El 1859, passà a mans del comerciant Sebastià Aballí i Prats (vegeu Casa Fradera), originari de Sant Feliu de Guíxols, i Esteve Centena i Valls. Tanmateix, les dificultats econòmiques de la societat Aballí i Cia van fer que aquesta parcel·lés i vengués part de la finca a diversos particulars entre 1865 i 1866. Una d'elles fou adquirida per Antoni Morera, que l'any 1864 havia fet construir molt a prop la seva casa i la ermita de la Salut.
El 1868, Sebastià Aballí va vendre el que quedava de la finca a l'indià Josep Carbó i Martinell. El 1880, gairebé arruïnat, s'hi van va instal·lar un parc amb un hotel, on anaven els barcelonins a fer bons àpats.
També envaïen els boscos i les masies veïnes de Can Toda i Can Xirot, on es feien grans costellades i paelles, especialment els dilluns de Pasqua.
L'any 1902, la finca es convertí en la Salut Sport Club, refundat el 1914 com a Club Tennis de La Salut, que n'és l'actual propietari.